# Giovanni Taddeo Farini
Giovanni Taddeo Farini (Russi, 10 aprile 1778 – Padova, 26 dicembre 1822) è stato un matematico italiano.

## Biografia
Nacque da Domenico Farini e Orsola Cattani in Russi presso Ravenna. Compì studi classici dapprima nel Seminario di Faenza, quindi nel Collegio di Ravenna. In seguito, studiò matematica 
presso l'Università di Pisa sotto la direzione scientifica del matematico Pietro Paoli. Ancora studente, si trasferì presso l'Università di Bologna dove conseguì la laurea in matematica. Perfezionò gli studi matematici presso l'Università di Pavia, sotto la guida del matematico Vincenzo Brunacci, e ivi pubblicò l'analisi di un nuovo sostegno immaginato dal Betancourt. 
Grazie a questo lavoro, venne designato ingegnere all'Arsenale di Venezia.
Eletto professore di Fisica Generale all'Università di Padova nel 1810, coprì dapprima come supplente la cattedra di Introduzione al Calcolo Sublime e quindi ebbe l'incarico per Matematica Pura.
Membro della R.I. Accademia di Scienze Lettere e Arti di Padova, fu membro attivo dal 29 marzo 1810 e presidente negli anni 1819-1820.